# Ngarum (Sekaran)
Ngarum is een bestuurslaag in het regentschap Lamongan van de provincie Oost-Java, Indonesië. Ngarum telt 671 inwoners (volkstelling 2010).